# 主动脉瓣
主动脉瓣（英語：aortic valve）是人类和大多数其他动物心脏中的心瓣，位于左心室和主动脉之间。它是心脏的四个瓣膜之一，也是两个半月瓣之一，另一个是肺动脉瓣。 主动脉瓣通常有三个尖瓣或小叶，但在1-2%的人群中发现它先天性有两个小叶。主动脉瓣是血液被運送到身体各部位之前流经心脏中的最后一个结构。

## 功能
当左心室收缩时，左心室压力升高。当左心室的压力高于主动脉的压力时，主动脉瓣打开，使血液从左心室流出进入主动脉。当心室收缩结束时，左心室压力迅速下降。当左心室压力降低时，瓣膜出口处的涡流动量迫使主动脉瓣关闭。主动脉瓣关闭有助于第二心音的A2分量。

## 疾病
- 主动脉瓣狭窄
- 主动脉瓣反流

## 外部連結
- Anatomy figure: 20:07-02 at Human Anatomy Online, SUNY Downstate Medical Center